# Duff Cooper
Alfred Duff Cooper, 1:e viscount Norwich, född 22 februari 1890 i London, död 1 januari 1954 till havs på norra Atlanten, var en brittisk politiker, diplomat och författare, far till John Julius Norwich.
Efter studier på Eton och Cambridge antogs Cooper som aspirant av Foreign Office (brittiska UD) och inledde därmed en diplomatkarriär. I likhet med övriga i sin generation förlorade han flertalet av sina barndoms- och ungdomskamrater i första världskrigets skyttegravar. Själv var han genom sin tjänst som ämbetsman under större delen av kriget förhindrad att göra krigstjänst. Men 1917 kunde han inträda som officer i armén och överfördes 1918 till Frankrike. 
Duff Cooper dekorerades för tapperhet och tog kaptens avsked. Tillbaka i det civila återupptog han diplomatbanan och ingick äktenskap med Diana Manners. Som diplomat deltog han nu i viktiga ärenden, såsom krisen i Egypten. Det var dock i en relativt underordnad roll. År 1924 valde han dock att lämna diplomatin för politiken och invaldes för Norwich som konservativ i underhuset.
I underhuset utmärkte han sig som talare och inträdde under valperioden i regeringen som biträdande krigsminister. Han förlorade dock sin plats i samband med de konservativas nederlag 1929. De kommande åren ägnade han därför åt författande. 1931 kunde han återvända till underhuset efter ett fyllnadsval. Valet var dock oerhört dramatiskt då han, själv en Baldwinanhängare, utmanades av en alternativ konservativ kandidat i opposition mot partiledningen. Utgången var mycket betydelsefull för partiledningen och Cooper kunde efter samlingsregeringens bildande återvända till krigsdepartementet på sin gamla post.
Han befordrades först till biträdande finansminister och sedan 1935 till krigsminister och medlem av kabinettet. Som sådan upplevde han Abessinienkrisen. När Neville Chamberlain efterträdde Stanley Baldwin utnämndes han till marinminister.
Upprörd över övergreppet på Tjeckoslovakien 1938 och vad han upplevde som det egna landets förnedring valde han att lämna regeringen efter Münchenöverenskommelsen, ett beslut som han försvarade i ett känslosamt tal. Han ansåg senare att detta för alltid förstört hans relation till stora delar av det egna partiet och därmed grusat hans politiska utsikter.
Cooper var synnerligen kritisk till sin gamle chef och förespråkade en samlingsregering. Han spelade en synnerligen framträdande roll i den förtroendedebatt som ledde till Chamberlains avgång och till Winston Churchills samlingsregering 1940. Då Cooper nu helt saknade stöd av ett parti kunde Churchill bara erbjuda honom den relativt oglamorösa tjänsten som informationsminister. 
Redan året därpå lämnade han denna tjänst för att i stället bli kansler av Hertigdömet Lanchester och ett uppdrag i Fjärran östern. Bakgrunden till detta uppdrag var att Churchill nu oroade sig för ett japanskt angrepp och möjligheterna att stå emot detta. Duff Cooper skulle därför undersöka detta på de olika platserna och rapportera till krigskabinettet.
Kriget utbröt dock redan under hans resa och han utnämndes till minister på plats i Singapore där han redan befann sig. Redan efter några veckor blev dock denna tjänst överflödig då general Archibald Wavell utnämndes till chef över alla militära och civila myndigheter i Fjärran östern såväl brittiska som övriga allierade. Cooper blev därför hemkallad.
Resten av 1943 tillbringade han i relativ sysslolöshet, även om han behöll sin kabinettspost. Han skrev nu den historiska romanen David. I december detta år utnämndes han dock till representant hos "Det fria Frankrikes" ledning i Alger med löfte om ambassadörsstolen i Paris efter befrielsen. Den sistnämnda tjänsten kom han att inneha åren 1944-1947. 
Duff Coopers bana som politiker var till stor del präglad av motgångar. På olika poster först som minister för armén och sedan för flottan senare som krigskabinettets representant i Asien ställdes han inför uppgifter som helt enkelt inte var möjliga att lösa med de resurser han hade till förfogande. Inte heller hade han tyngd nog för att i grunden kunna ändra nationens prioriteringar. Hans avgång som minister 1938 har dock hyllats som ett "lysande exempel på samvete" och "det första steget för nationen att återvinna sin mentala hälsa". I Alger och senare Paris förunnades det honom att avsluta sin bana med en erkänd och odelad framgång.

## På svenska
- Talleyrand (översättning Hugo Hultenberg, Norstedt, 1939)
- Kung David (översättning Margaretha Odelberg, Norstedt, 1943) (David)
- Operation "Brustet hjärta": en berättelse (översättning Jane Lundblad, Norstedt, 1952)
- Gamla män glömmer (översättning Jane Lundblad och Göran Salander, Norstedt, 1953) (Old men forget)